# Mercedes (Camarines Norte)
Pour les articles homonymes, voir Mercedes.
De Wikipedia, l'encyclopédie libre
Mercedes, officiellement la municipalité de Mercedes (Central Bikol : Banwaan kan Mercedes ; Tagalog : Bayan ng Mercedes), est une municipalité de 2e classe dans la province de Camarines Norte, aux Philippines. Selon le recensement de 2020, elle compte une population de 55 334 habitants

## Étymologie
La ville s'appelait à l'origine "Barra" et était un barangay de Daet, la capitale provinciale. Son nom a été changé en Mercedes en l'honneur de Doña Mercedes, une femme riche qui a consacré sa vie à aider la communauté, en particulier les pauvres.

## Histoire
Mercedes a été créée à partir des barrios de Babatnon, Lanot, Lalawigan, Pinagdamhan, Hamoraon, Colasi, Tarum, Pambuhan, Masalong-salong, Hinipaan, Matoogtoog, Cayucyucan, Mambongalon, Manguisoc, Gaboc, Mercedes, Tanayagan, Tagontong, Catandonganon, Cariñgo Island, Quinapaquian Island, Apuao Island, toutes faisant auparavant partie de Daet, Camarines Norte, en vertu du Republic Act No. 341, approuvé le 26 juillet 1948

## Géographie
Barangays
Mercedes est politiquement divisée en 26 barangays. Chaque barangay est composé de puroks et certains ont des sitios.
- Apuao
- Barangay I (Poblacion)
- Barangay II (Poblacion)
- Barangay III (Poblacion)
- Barangay IV (Poblacion)
- Barangay V (Poblacion)
- Barangay VI (Poblacion)
- Barangay VII (Poblacion)
- Caringo
- Catandunganon
- Cayucyucan
- Colasi
- Del Rosario (Tagongtong)
- Gaboc
- Hamoraon
- Hinipaan
- Lalawigan
- Lanot
- Mambungalon
- Manguisoc
- Masalongsalong
- Matoogtoog
- Pambuhan
- Quinapaguian
- San Roque
- Tarum

## Demographics

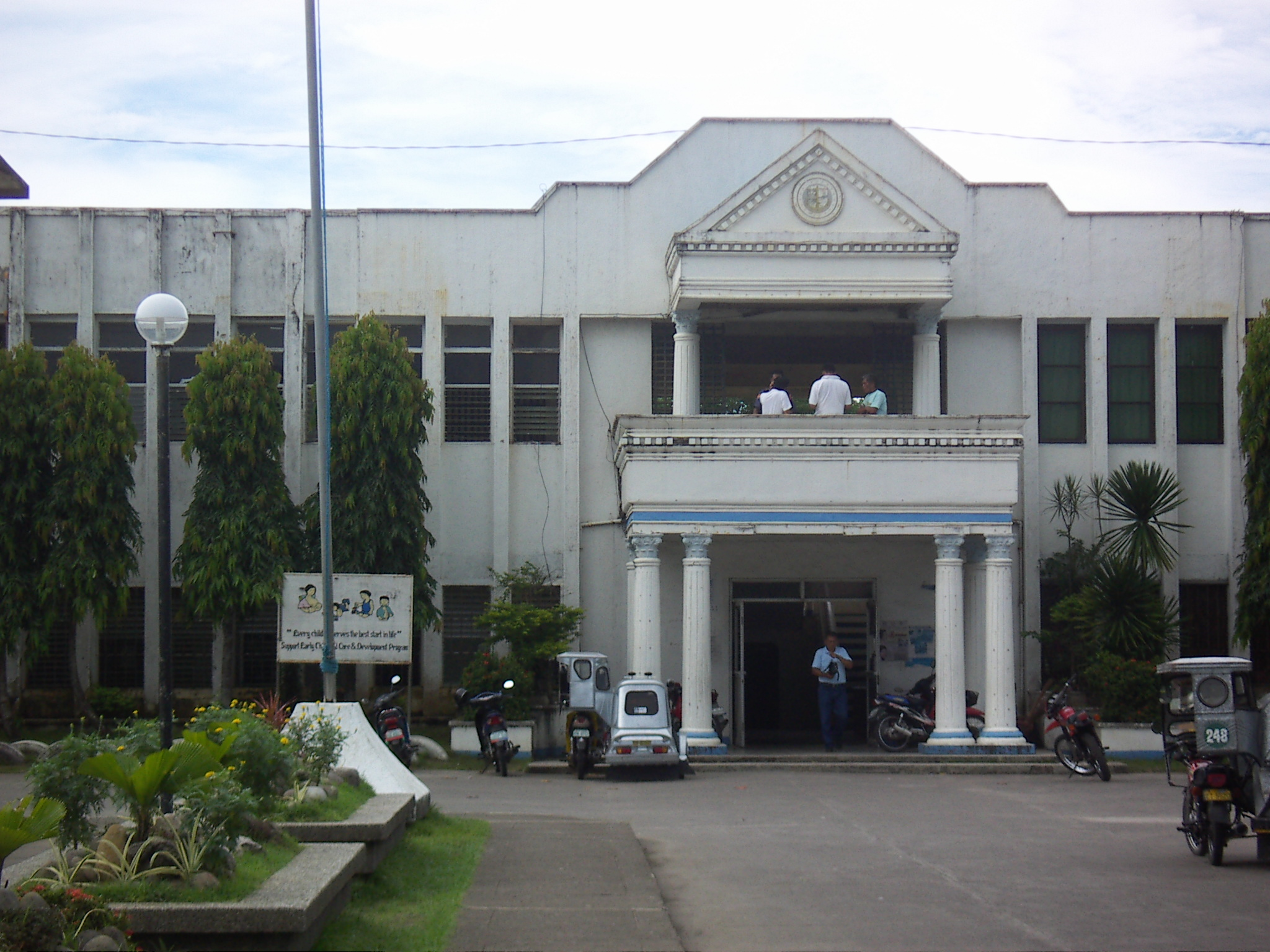
Municipal hall

Lors du recensement de 2020, la population de Mercedes, Camarines Norte, était de 55 334 personnes, avec une densité de 320 habitants par kilomètre carré ou 830 habitants par mile carré.

## Tourisme
Cascades:

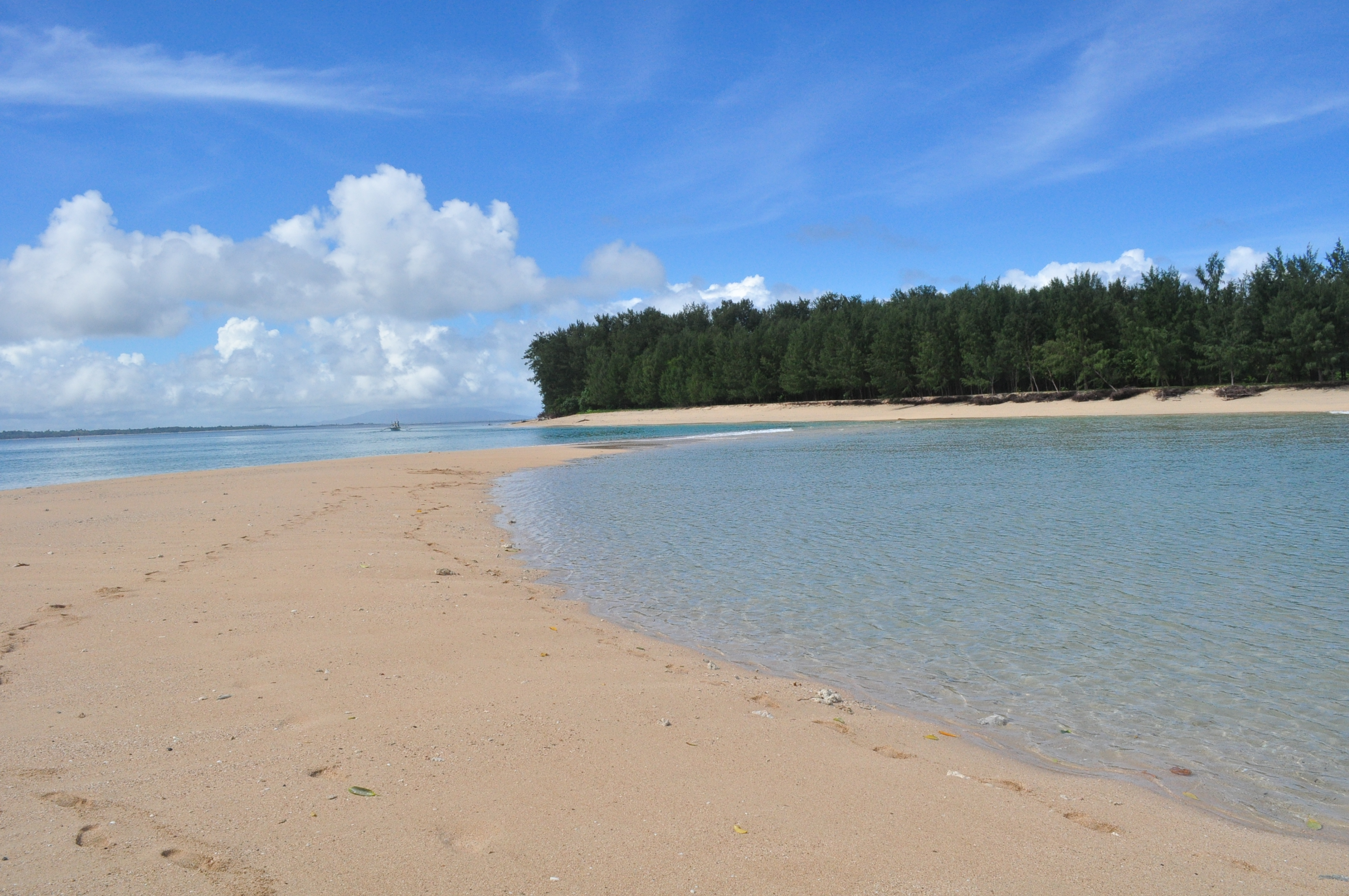
Apuao Island

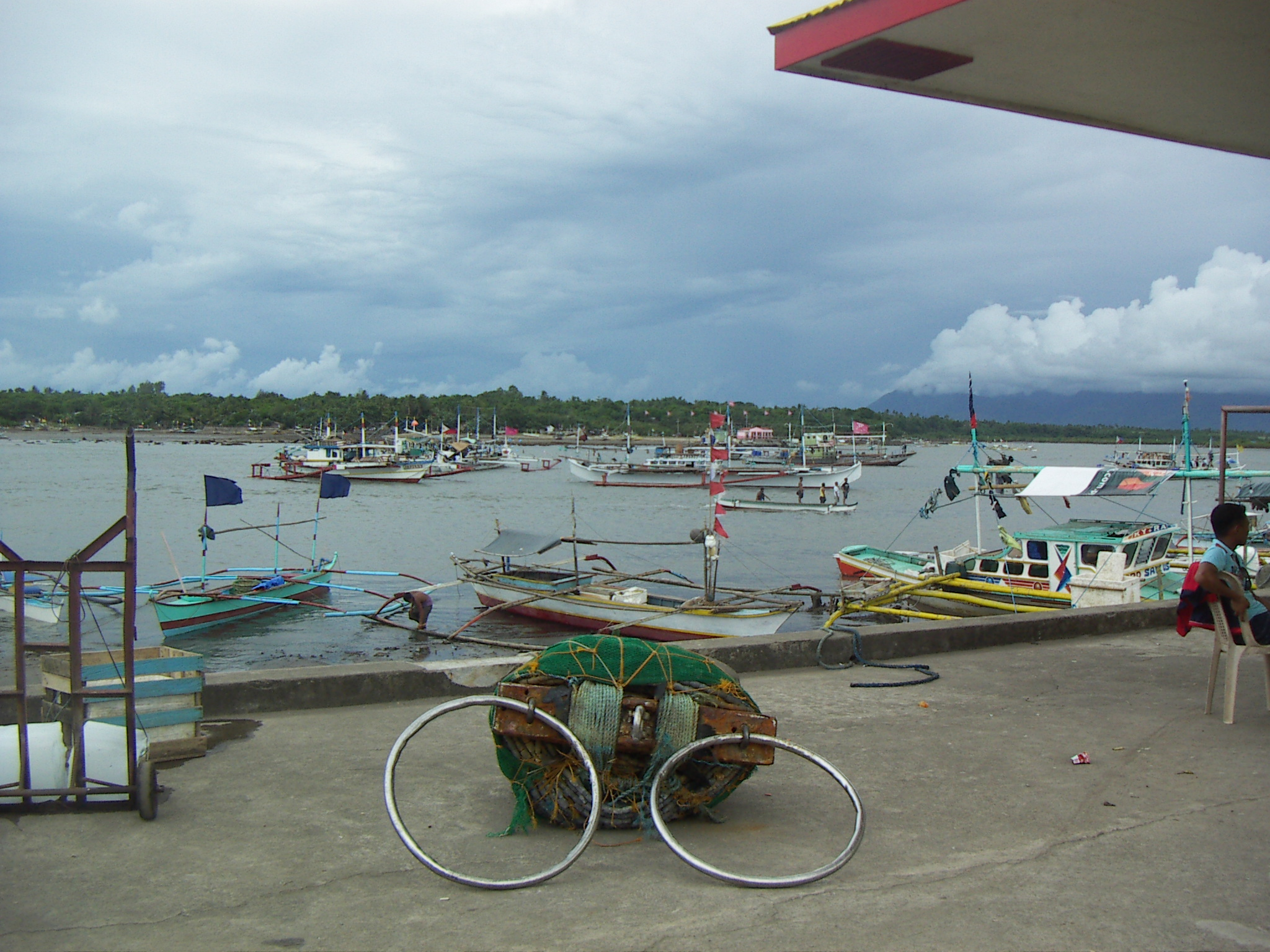
Port of Mercedes

- Cascades de Colasi - barangay Colasi
- Cascades de Malunay - sitio Malunay
- Cascades de Bahaw - barangay Hamoraon
- Cascades de Hinipaan - barangay Hinipaan

## Éducation
- École primaire Mercedes
- Lycée Mercedes (San Roque)
- Lycée national de Manguisoc
- Camarines Norte State College - Mercedes Campus (anciennement Mercedes School of Fisheries)
- École primaire Tagongtong
- École secondaire nationale de San Roque
- École secondaire nationale Don Pablo S Villafuerte
- École primaire Claro Ibasco
- Quinapaguian Elem. Elem.
- Lope Manlangit Elem. Lope Manlangit
- Mambungalon Elem. Mambungalon
- Cayucyucan Elem. Elem.
- École primaire de Pambuhan
- École primaire de Gaboc
- Lalawigan Elem. Elem.
- San Roque Elem. San Roque
- Manguisoc Elem. Elem.
- Tarum Elem. Tarum
- Colasi Elem. Elem.
- Hamoraon Elem. Hamoraon
- École primaire Lanot
- Mansalongsalong Elem. Elem.
- École primaire Matoogtoog
- École primaire Hinipaan